# Tu-135
Tu-135 – radziecki, naddźwiękowy bombowiec, zaprojektowany na przełomie lat 50. i 60. XX wieku w biurze konstrukcyjnym Tupolewa.

## Historia
Samolot swoją konstrukcją przypominał amerykański North American XB-70 Valkyrie, skrzydła typu delta z odchylanymi do dołu w trakcie lotu końcówkami i układzie konstrukcyjnym typu kaczka. Cztery silniki umieszczone obok siebie w jednym bloku pomiędzy statecznikami pionowymi. Maszyna miała być uzbrojona w pojedynczą Ch-22 podwieszaną pod silnikami. Biuro konstrukcyjne planowało również wersję pasażerską zdolną zabrać na swój pokład od 100 do 120 pasażerów oraz kolejną wersję bombową oznaczoną jako Tu-137. Samolot pozostał jedynie w sferze projektów. Był to okres, w którym Nikita Chruszczow przestawił przemysł lotniczy na produkcję kosmiczną. To rakietowe pociski balistyczne miały być nosicielami broni jądrowej, lotnictwu pozostawiono jedynie działania na szczeblu taktycznym. Tym samym projekt Tupolewa, jako niespełniający wymagań pozostał na papierze.